# Manadhoo
Manadhoo (malediw. މަނަދޫ) – wyspa na Malediwach, stolica Atolu Noonu. Według danych na rok 2014 liczyła 1397 mieszkańców.